# Preparador físic
Un preparador físic (també conegut com a entrenador S&C ) és un professional del rendiment físic que utilitza la prescripció d'exercicis per millorar el rendiment d'esportistes de competició o equips esportius. Això s'aconsegueix mitjançant la combinació d'entrenament de força, condicionament aeròbic, entre d'altres mètodes.
A diferència d'un entrenador esportiu, un preparador físic es centra principalment en el rendiment esportiu. L'entrenador ajuda els atletes amb la prevenció de lesions, mitjançant l'enfortiment i l'entrenament de la mecànica del moviment dins d'un esport. Tot i que un entrenador personal pot treballar amb persones de tots els nivells i centrar-se en la salut o la forma física, els preparadors físics se centren en atletes competitius i millorar el rendiment en un esport específic. Les qualificacions per a les tres professions no són intercanviables, i tant els preparadors físics com els entrenadors esportius tenen requisits educatius més estrictes que els entrenadors personals.

## Característiques de la feina

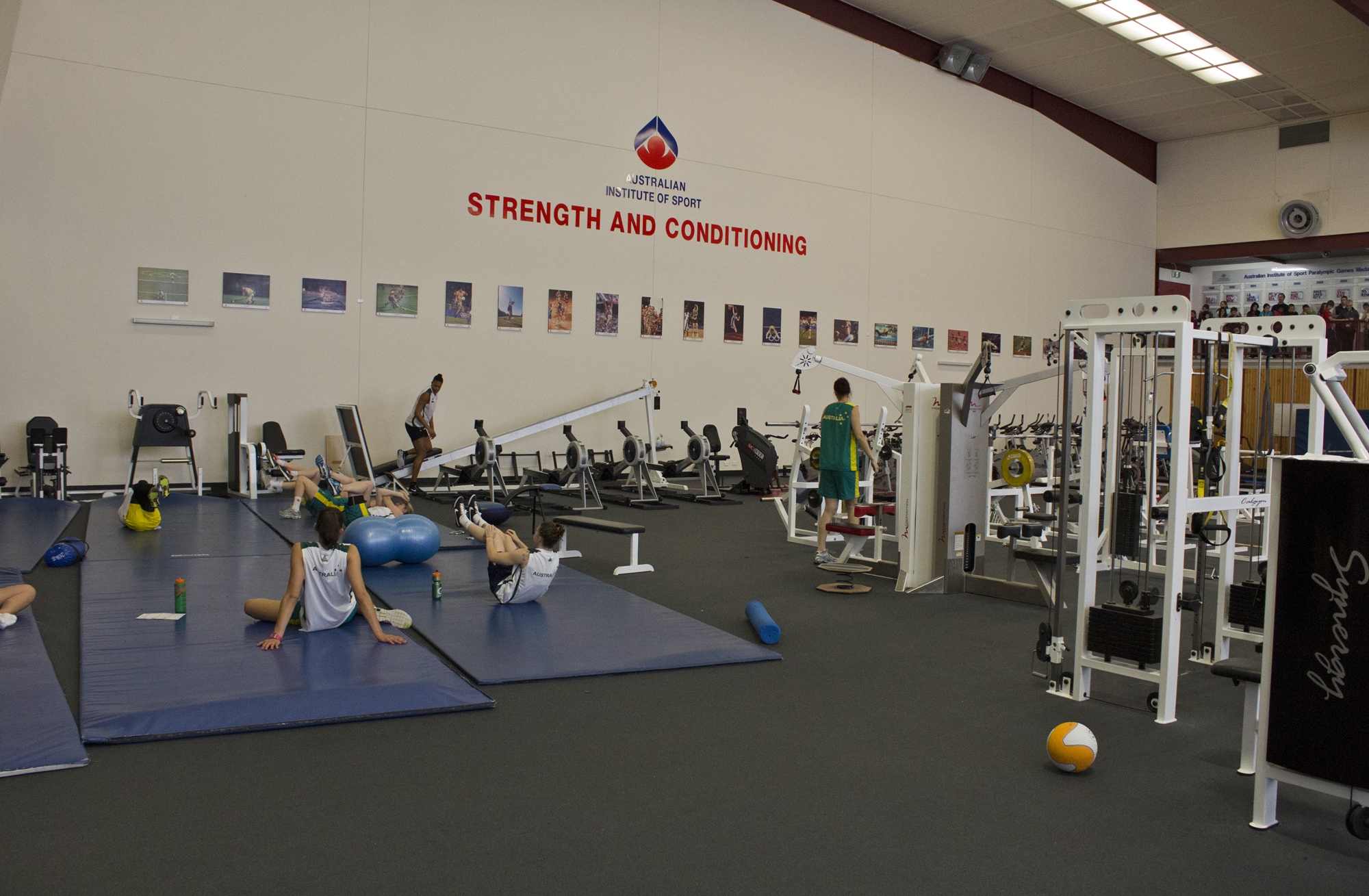
Gimnàs de preparació física

Els preparadors físics sovint són contractats per institucions d'educació superior i equips esportius professionals.
En el sector privat, els preparadors físics poden treballar en gimnasos d'alt rendiment o obrir el seu propi negoci, on hi poden entrenar esportistes aficionats i professionals. Aquesta és una opció popular dels atletes durant la temporada baixa, quan l'accés a les instal·lacions oficials de l'equip no estan disponibles. A més, els preparadors físics poden treballar de forma remota amb clients/esportistes de tots els nivells d'experiència, mitjançant el "coaching en línia", que cada cop és més popular.
Els preparadors físics tenen l'opció d'especialitzar-se en un determinat equip esportiu, tipus de rendiment, tipus d'entrenament, filosofia d'entrenament o treballar a nivell universitari, on se'ls assigna un esport. La descripció general i el deure d'un preparadors físics és desenvolupar un pla de prescripció d'exercicis que moduli l'entrenament aeròbic, de resistència i/o de flexibilitat per adaptar-se a les demandes metabòliques i físiques de l'esport en qüestió. Amb la prescripció d'exercicis aeròbics, els preparadors físics determinen el tipus, la durada i la freqüència de cada exercici. Per a la prescripció d'exercicis de resistència, es determina el tipus d'exercici, el volum total de la sessió, el període de descans, la freqüència, la intensitat i la velocitat. També poden participar en la prescripció de rutines d'estirament o altres enfocaments. La nutrició i la consulta mèdica no estan dins del seu àmbit de pràctica i qualificació formativa.

## Eficàcia
La implementació de programes efectius de preparació física ha donat lloc a un augment de la velocitat i la força. La investigació ha demostrat que no només l'entrenament millora el rendiment, sinó que un entrenament incorrecte (córrer a distància, una activitat de fibra muscular de contracció lenta, en esportistes de futbol amb característiques de contracció ràpida) pot provocar disminucions del rendiment. Utilitzant tècniques com l'entrenament basat en la velocitat i la pliometria en alguns atletes d'alt rendiment, i moviments específics d'esports en d'altres, els entrenadors de força poden millorar la funció física i el rendiment atlètic alhora que redueixen potencialment el risc d'algunes lesions esportives.